# Lighthouse (Breda)
Lighthouse (Nederlands: Vuurtoren) is een kunstwerk van de Italiaanse architect Aldo Rossi in Park Valkenberg in Breda. Het is opvallend dat deze vuurtoren in Breda staat, een stad die geen geschiedenis kent met de zee en dus nooit een vuurtoren heeft gehad.

## Geschiedenis
In de schetsen van Rossi komt de vuurtoren regelmatig terug als idee, met plannen voor een soortgelijk project sinds 1981. Het heeft echter zo'n 11 jaar geduurd voordat er daadwerkelijk een vuurtoren in Breda stond.
De eerste concrete ideeën voor Breda als locatie kwamen in 1985, toen hij een expositie van zijn werk had in De Beyerd, waar tegenwoordig het Stedelijk Museum Breda is gevestigd.
In 1987 exposeerde Rossi met een soortgelijke vuurtoren in Toronto en in 1988 met twee vuurtorens in Rotterdam.
Het kunstwerk werd op 9 oktober 1992 onthuld door Ed Nijpels, toenmalig burgemeester van Breda, door een vuurpijl af te steken bij de vuurtoren.
Oorspronkelijk heeft het kunstwerk in het Wilhelminapark van Breda gestaan, maar na protest van de bewoners is het verplaatst naar de Academiesingel.

## Ontwerp
De vuurtoren is 18m hoog en daarmee vergelijkbaar in hoogte met bijvoorbeeld de vuurtoren van Urk of Hellevoetsluis. De vuurtoren kent acht zijden en wordt smaller naarmate de hoogte toeneemt. De kleurschakering van het ontwerp is wit om rood, beide kleuren komen viermaal voor.
De vuurtoren bevat geen draaiende felle lamp, zoals een echte vuurtoren, maar een kleine lantaarn, om overlast voor buurtbewoners te voorkomen.